# Bergprinia
Bergprinia (Prinia superciliaris) är en asiatisk fågel i familjen cistikolor med omdiskuterad artstatus.

## Utseende
Bergprinia är en stor (16–20,5) prinia med en tunn och något nedåtböjd näbb och mycket lång, avsmalnad och spetsig stjärt. Den behandlades tidigare oftast som underart till svartstrupig prinia, men saknar dennes svarta strupe (och därmed också mustaschstrecket) i häckningsdräkt. Ögonbrynsstrecket är också kraftigare och flankerna beigefärgade (ej gråbeige). Även liknande strimmig prinia saknar den svarta strupen, men även ögonbrynsstrecket och är dessutom streckad ovan.

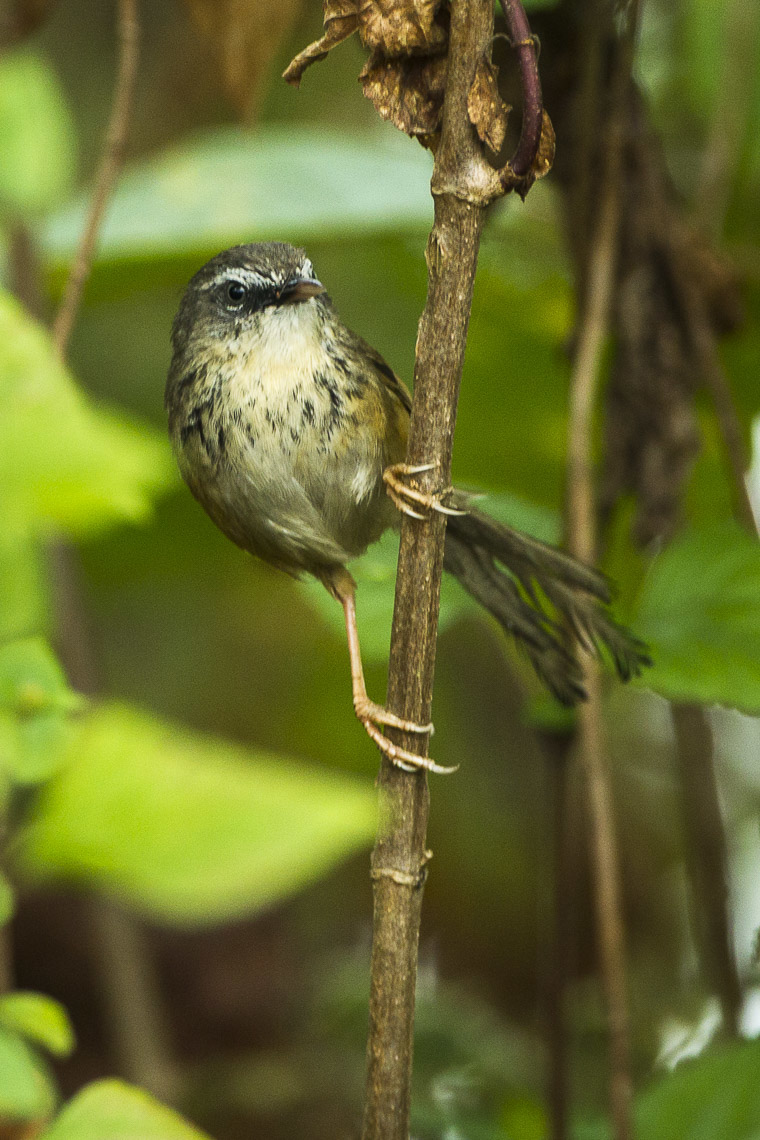

## Utbredning och systematik
Bergprinia delas upp i fem underarter med följande utbredning:
- Prinia superciliaris erythropleura – förekommer i Myanmar (södra Shan States, Kayah och Tenasserim) till norra Thailand
- Prinia superciliaris superciliaris – förekommer i bergstrakter från östra Myanmar till södra Kina (Yunnan), norra Laos och norra Vietnam
- Prinia superciliaris waterstradti – förekommer i höglänta områden på östra Malackahalvön (Gunong Tahan)
- Prinia superciliaris klossi – förekommer på högplatån i södra Laos och södra Vietnam
- Prinia superciliaris dysancrita – förekommer i bergstrakter på västra Sumatra

Tidigare betraktades den som en underart till svartstrupig prinia (P. atrogularis) och vissa gör det fortfarande.

### Familjetillhörighet
Cistikolorna behandlades tidigare som en del av den stora familjen sångare (Sylviidae). Genetiska studier har dock visat att sångarna inte är varandras närmaste släktingar. Istället är de en del av en klad som även omfattar timalior, lärkor, bulbyler, stjärtmesar och svalor. Idag delas därför Sylviidae upp i ett antal familjer, däribland Cisticolidae.

## Status och hot
Arten har ett stort utbredningsområde och det finns inga tecken på vare sig några substantiella hot eller att populationen minskar. Utifrån dessa kriterier kategoriserar IUCN arten som livskraftig (LC).

## Namn
Prinia kommer av Prinya, det javanesiska namnet för bandvingad prinia (Prinia familiaris).